# John Bowring
Sir John Bowring (17. října 1792 Exeter– 23. listopadu 1872 Exeter) byl britský politik, ekonom, polyglot, překladatel a v letech 1854 až 1859 guvernér Hongkongu.

## Život
John Bowring pocházel z Exeteru ze staré unitářské rodiny. Jeho otec Charles Bowring (1769–1856) byl obchodník s vlnou, obchodoval zejména s Čínou. V otcově podniku pracoval John Bowring už od 13 let a díky tomu zcestoval velkou část Evropy (nejdelší dobu strávil ve Španělsku). Díky vrozenému jazykovému nadání (údajně mohl mluvit více než sto jazyky a rozuměl dalšímu stu, čímž se řadí k největším polyglotům všech dob) se na těchto cestách naučil většině evropských jazyků, zvláštní zájem jevil o jazyky východní Evropy.
Od roku 1825 publikoval v časopisech překlady a také ekonomické analýzy, které mu vynesly uznání i v politických kruzích. Byl krajním whigem, dlouho před tím, než se tyto myšlenky vůbec začaly prosazovat, navrhoval mimo jiné volný obchod a přechod britské měny na desetinný systém. V roce 1829 promoval v Groningenu na doktora práv. Spřátelil se s filosofem Jeremy Benthamem a psal pro jeho časopis Westminster Review, po jeho smrti vydal jeho dílo a různými způsoby popularizoval jeho filosofii.
V letech 1841–1849 byl členem parlamentu, v roce 1849 se stal britským konzulem v Kantonu a v roce 1854 byl jmenován guvernérem v Hongkongu. V této funkci svou agresivní obchodní politikou a přemrštěnými reakcemi na drobné incidenty s Čínou v podstatě přispěl k vypuknutí druhé opiové války. V roce 1859 odešel do výslužby. V Hongkongu je po něm pojmenováno město Bowrington.
Hlavní význam jeho literární činnosti tkví v jeho básnických překladech. Bowring vydal několik antologií z tehdejších opomíjených evropských literatur (mimo jiné nizozemské, polské, španělské, srbské, maďarské, ruské a české), do nichž zařadil volně přeložený výbor z hlavních básnických děl té které literatury (v české antologii přeložil např. Rukopis královédvorský, většinu Čelakovského Slovanských národních písní a některé Kollárovy sonety). Mimo tyto antologie, knižní překlady, většinou z němčiny, cestopisy, politické články a brožurky psal také vlastní duchovní lyriku. Některé jeho básně (mj. In the Cross of Christ I glory) se uchytily jako hymny. Jeho překlady nebyly ve své době příliš úspěšné, ale měly velký význam pro povzbuzení dosud nerozvinutých národních literatur. Jan Kollár zařadil Bowringa v básnické sbírce Slávy dcera pro jeho zásluhy do „slovanského nebe“.